# Ліберит
Ліберит (рос. либерит; англ. liberite; нім. Liberit m) — мінерал, берилосилікат літію.

## Загальний опис
Хімічна формула: Li2[BeSiO4].
Містить (%): SiO2 — 48,39; BeO — 25,47; Li2O — 23,43.
Домішки: Al2O3; Fe2O3; MgO; CaO; Na2O; K2O i H2O.
Сингонія моноклінна.
Форми виділення: кристали з добре розвинутими пінакоїдальними гранями.
Густина 2,69.
Твердість 7.
Колір блідо-жовтий до коричневого.
Блиск скляний, жирний на зламі. Крихкий.
Зустрічається в контактово-метаморфічних породах разом з лепідолітом, каситеритом, шеєлітом, магнетитом.
Назва походить від хімічних елементів — літію і берилію (Ch'un-Lin-Chao, 1964).